# Пшадски водопади
Пшадски водопади (рус. Пшадские водопады) група је од око тридесетак мањих водопада у горњем току реке Пшаде, на југозападу Краснодарске покрајине Руске Федерације. Њих 13 се налази на малом подручју површине око 1 km², на ушћу Црвене реке у Пшаду. 
Највећи водопад је Ољапкин (рус. Оляпкин), висок је око 9 метара и налази се на надморској висини од 245 метара. Други по величини водопад се налази на ушћу Виноградарског потока у Црвену реку, на висини од 270 метара, висок је око 7 метара. 
Друга група од око двадесетак знатно мањих водопада налази се у подручју Кокчарске клисуре и на Горљановом потоку. 
Пшадски водопади су једна од најпопуларнијих туристичких дестинација на подручју Краснодарског краја. 

## Галерија
- Водопад на Црвеној реци
- Водопад Ољапкин
- Пресушило корито Црвене реке
- Водопад у Кочкарској клисури
- Водопад у Кочкарској клисури